# Reintegrace
Reintegrace označuje v sociologii proces, během kterého dochází ke zpětnému začlenění osoby, která byla z nějakého důvodu vyloučena z běžného života společnosti.

## Popis
Člen lidské společnosti může být vyloučen okolnostmi, které významně zhorší jeho možnosti společenského či pracovního uplatnění, např. následkem ztráty obydlí, ztráty pracovního uplatnění vlivem zdravotního postižení, ztráty postavení ve společnosti v souvislosti s výkonem trestu, užíváním návykových látek apod. Na rozdíl od inkluze, která usiluje o přijetí jedince, který se nějak odlišuje, reintegrace nebere zřetel na odlišnosti či zátěže resp. pokud existovaly, bere za dané, že již neexistují a považuje vyloučenou osobu za plnohodnotného člena společnosti ve všech směrech, který jen z určitého důvodu ztratil kontakt se společností a úkolem reintegrace je pomoci mu tento kontakt opětovně navázat.
Reintegrace se od inkluze liší též tím, že zatímco inkluze bývá dlouhodobý proces, reintegrace je časově omezený proces, po jehož dokončení je v případě úspěchu daná osoba začleněna zpět do společnosti, takže si je schopna zajistit své životní potřeby na odpovídající úrovni bez jakékoli podpory.

## Postup
V první fázi probíhá analýza příčin vyloučení (pokud se na vyloučení podílely patologické faktory, nesmějí být přítomny - osoba by neměla být závislá na návykových látkách, hazardu apod., případné zdravotní handicapy musejí být kompenzované), sociálních vazeb (příbuzenstvo, přátelé, členství ve společenských strukturách) a osobního potenciálu (sociální a pracovní resp. tvůrčí kvalifikace).
Ve druhé fázi probíhá ve spolupráci s vyloučenou osobou modelování cílového stavu, uvažují se tři časové horizonty:
- krátkodobý - řešení akutní krize (např. nalezení azylového ubytování), max. v řádu týdnů
- střednědobý - zajištění nejnutnějších životních potřeb a vytvoření vhodných podmínek pro plnohodnotnou reintegraci (např. vyjednání brigády), max. v řádu měsíců
- dlouhodobý - zajištění obydlí a pracovního uplatnění, zvyšování kompetencí vzděláváním apod.

Ve třetí fázi probíhá samotná reintegrace podle odsouhlaseného plánu. Pro vyloučenou osobu zvládnutí prvních kroků často znamená velkou psychickou zátěž a je vhodné jí poskytnout náležitou pomoc a oporu. Střednědobý horizont už pomáhající organizace spíše pravidelně sleduje a pomáhá jen tam, kde osobě hrozí selhání nebo realizace není v jejích možnostech. Dlouhodobý horizont už si vyloučená osoba zajišťuje sama s případnými konzultacemi pomáhající organizace na její žádost. Nastoupením dlouhodobého horizontu se považuje reintegrace za úspěšnou.